# Saint-Quintin-sur-Sioule
Saint-Quintin-sur-Sioule è un comune francese di 334 abitanti situato nel dipartimento del Puy-de-Dôme nella regione dell'Alvernia-Rodano-Alpi.

## Società

### Evoluzione demografica
Abitanti censiti